# St. Michael (Hohenrad)

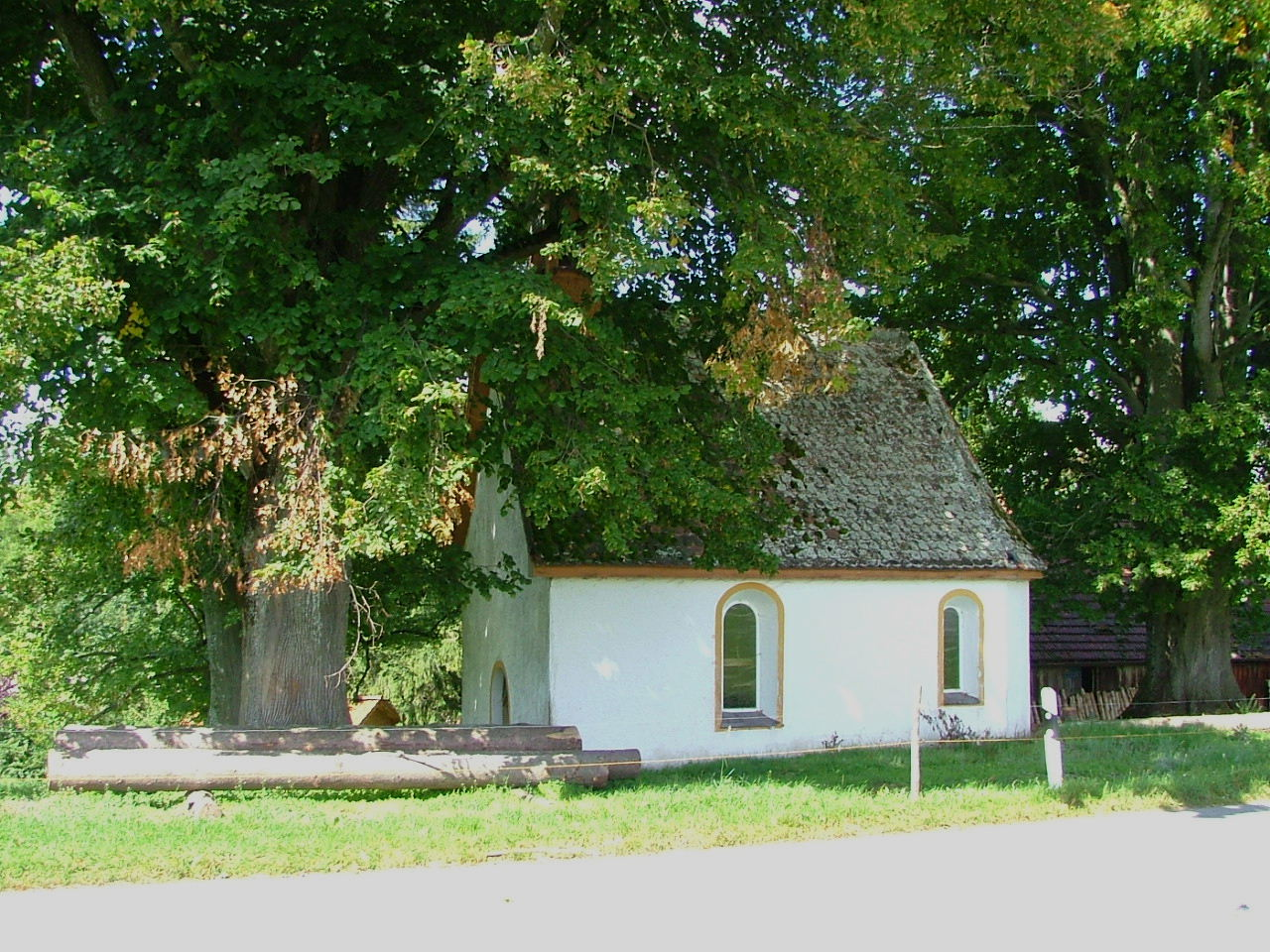
Kapelle St. Michael in Hohenrad

Die römisch-katholische Kapelle St. Michael ist ein Kirchenbauwerk in Hohenrad, einem im Nordwesten gelegenen Ortsteil von Kempten (Allgäu). Die unter Denkmalschutz stehende Kapelle hat einen Kern aus dem frühen 18. Jahrhundert und wurde im 19. bzw. 20. Jahrhundert erneuert.

## Beschreibung
Die Ausstattung mit Haupt- und zwei Nebenaltären stammt einheitlich aus dem ersten Jahrzehnt des 18. Jahrhunderts, die Altarblätter wurden im 19. Jahrhundert ersetzt.
Das Blatt im Hauptaltar zeigt die heilige Familie und ist mit L. Fischer 1902 signiert. Von den dazugehörigen Altarfiguren ist nur noch die des heiligen Michael im Gesprenge des Hauptaltars erhalten geblieben.
Die Seitenaltäre mit Anschwüngen haben im gesprengten Volutengiebel Akanthuswerk um kleine Muschelnischen.